# Le jour se lève et les conneries commencent
Pour les articles homonymes, voir Le jour se lève.
Pour plus de détails, voir Fiche technique et Distribution.
Le jour se lève et les conneries commencent est une comédie française, réalisée par Claude Mulot, sortie en 1981 au cinéma.

## Synopsis
Les pérégrinations de trois enfants terribles bien décidés à ne jamais sortir de leur adolescence attardée les mènent de commissariats en commissariats, entre escroqueries à la petite semaine et parties de jambes en l'air.

## Fiche technique
- Réalisation : Claude Mulot
- Scénario : Claude Mulot, Bruno Trompier
- Producteur : Dominique Saimbourg
- Photographie : Jacques Assuérus
- Musique : Mort Shuman
- Montage : Pierre Didier
- Durée : 90 minutes
- Date de sortie : 1981

## Distribution
- Eva Harling : Marie
- Henri Guybet : Georges
- Maurice Risch : Philippe
- Michel Modo : Norbert
- Jacques Legras : Landrieux
- Robert Rollis : un campeur
- Johnny Hallyday : l'homme à l'hôpital
- Eloïse Beaune
- Philippe Castelli
- Bernard Cazassus
- Jane Chaplin
- Jean Cherlian
- Gérard Darier
- Arlette Didier
- François Domange
- Jean-François Dupas
- Catherine Gautier
- Valérie Kaprisky
- Odette Laurent
- Francis Lemonnier
- Fanny Magier
- Gilbert Servien
- Gérard Surugue
- Michel Tugot-Doris